# Samuel Firewu
Samuel Firewu (* 3. Mai 2004 in Arbegona, Region der südlichen Nationen, Nationalitäten und Völker) ist ein äthiopischer Leichtathlet, der sich auf den Hindernislauf spezialisiert hat. 2023 siegte er bei den Afrikaspielen im 3000-Meter-Hindernislauf.

## Sportliche Laufbahn
Erste internationale Erfahrungen sammelte Samuel Firewu im Jahr 2021, als er bei den U20-Weltmeisterschaften in Nairobi in 8:46,16 min den vierten Platz über 3000 m Hindernis belegte. Im Jahr darauf gelangte er bei den Afrikameisterschaften in Port Louis mit 8:32,11 min auf Rang fünf. Anschließend gewann er bei den U20-Weltmeisterschaften in Cali in 8:39,11 min die Silbermedaille. 2023 wurde er bei der Xiamen Diamond League in 8:11,29 min Zweiter, wie auch beim Prefontaine Classic in 8:10,74 min. Im Jahr darauf siegte er in 8:24,30 min bei den Afrikaspielen in Accra. Im Mai siegte er in 8:07,25 min bei der Doha Diamond League und wurde dann bei der Bauhaus-Galan in 8:05,78 min Zweiter. Im August belegte er bei den Olympischen Sommerspielen in Paris mit 8:08,87 min im Finale den sechsten Platz.
2022 wurde Firewu äthiopischer Meister im 3000-Meter-Hindernislauf.

## Persönliche Bestzeiten
- 3000 Meter: 7:42,70 min, 11. Februar 2024 in New York City
- 3000 m Hindernis: 8:05,78 min, 2. Juni 2024 in Stockholm